# Gornji Milješ
Gornji Milješ (cyr. Горњи Миљеш) – wieś w Czarnogórze, w gminie Tuzi. W 2011 roku liczyła 895 mieszkańców.